# Colossoma macropomum
La cachama negra (Colossoma macropomum) es una especie de pez de la familia Serrasalmidae, conocida también como cherna, gamitana, tambaquí o pacú negro, originaria de la cuenca del Orinoco y de la Amazonia. Es la única especie del género Colossoma. 
Tiene un comportamiento migratorio (reofílico) y se desplaza muchos kilómetros aguas arriba, durante el verano. Su reproducción se cumple cada año, cíclicamente, en el invierno: deja sus huevos fertilizados en la margen de los ríos y en zonas recién inundadas, donde crecen los alevines silvestres. Inicialmente no presenta dimorfismo sexual y sólo alcanza la madurez sexual a los 3 años. Los adultos miden de 7 a 12 dm de largo, y hasta 35 kg de peso; son de color gris a negro; sus aletas pectorales son pequeñas, y negras como el resto de las aletas. Se alimentan principalmente de microcrustáceos planctónicos, frutos, algas y larvas.

## Comercialización y cruzamiento

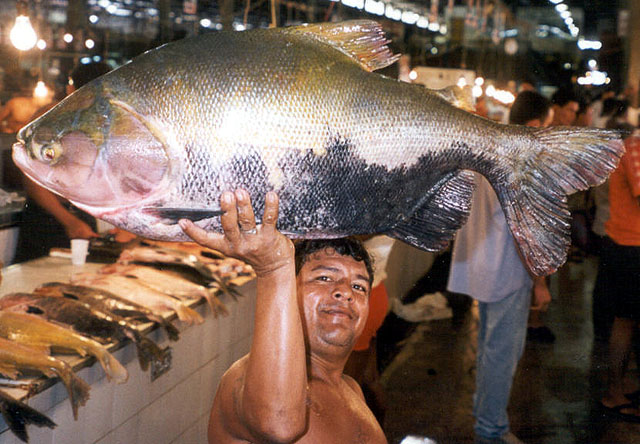
El cruce entre la cachama blanca con la cachama negra hace que la cría seleccionada tome color negro y dorado.

La cachama negra es especialmente apetecida por su calidad. La acuicultura de la cachama se ha desarrollado notablemente mediante la reproducción artificial o inducida, multiplicándose así su comercialización.
Se ha producido una especie híbrida de la cachama negra y la cachama roja (Piaractus brachypomus), a la cual se le denomina comúnmente tambacú o cachamoto (Colossoma × Piaractus), gracias a ese tipo de cruce, las cachamas resultantes toman un color dorado oscuro.

## Galería
